# Nimburg (Adelsgeschlecht)
Die Grafen von Nimburg waren vom 10. bis 12. Jahrhundert ein einflussreiches Adelsgeschlecht im Breisgau, das seine Stammburg oberhalb von Nimburg bei Teningen am Kaiserstuhl hatte. Sie sind nicht mit den Herren von Nimburg zu verwechseln, die im 12. Jahrhundert Dienstleute der Grafen von Nimburg waren.

## Geschichte
Die Grafen von Nimburg – auch Nuimburg oder Nuwemburg – gelten als Verwandte der Üsenberger und sollen von den Herren von Rimsingen abstammen. Es wird auch eine Verbindung zu den Herren von Eichstetten angenommen. Den Namen übernahmen sie von ihrer Burg Nimburg. Um 1169 überfiel der Schirmvogt Graf Berthold von Nimburg sein zum Schutz bestelltes Kloster Schuttern. Ab 1087 erscheint in den Urkunden ein Erlewin von Nuemburch. Er und später ein Berthold von Nuwenburch treten jeweils im Umfeld der Zähringer als Zeugen auf. 1189 begleitete ein Berthold von Neuenburg Kaiser Friedrich Barbarossa auf seinem Kreuzzug und wurde Bannerträger der ersten Heerschar. In der Literatur wird dargelegt, dass es sich bei diesen Grafen von Neuenburg um die Grafen von Nimburg handelt, die neben den Zähringern und den Markgrafen von Baden eine bedeutende Stellung im Breisgau einnahmen.
Im Jahre 1200 verkaufte Graf Berthold von Nimburg seine Burg und die Herrschaft an den Straßburger Bischof Konrad von Hüneburg und finanzierte damit seine Teilnahme am vierten Kreuzzug im Jahre 1202. Berthold und sein gleichnamiger Sohn gehörten zu einer Gruppe elsässischer und Breisgauer Adliger, die Abt Martin vom elsässischen Kloster Pairis folgten. Er kam über Akkon noch bis nach Jerusalem, wo er verstarb. Mit seinem Sohn († 1213) starb das Geschlecht in der männlichen Linie aus, und es setzte ein Streit um das Erbe ein. Letztlich gingen Nimburg, Bottingen und Teningen an die Grafen von Freiburg – allerdings als Lehen des Hochstifts Straßburg.